# Tom Crean
Tom Crean (n. 20 iulie 1877, d. 27 iulie 1938) a fost un marinar irlandez. S-a remarcat prin participarea în 3 mari expediții polare, printre care Expediția Discovery și Expediția Terra Nova.